# Những dòng sông Zadaa
Những dòng sông của Zadaa làn cuốn thứ sáu trong bộ truyện Pendragon viết bởi tác giả D. J. MacHale.

## Giới thiệu
Bobby Pendragon hiện giờ là cậu thanh niên 16 tuổi đã 2 năm trôi qua kể từ khi cậu lên đường để chiến đấu với tên ác quỷ Saint Dane nhằm mục đích bởi vệ số phận của Halla, là toàn thể vũ trụ. Lúc đầu cậu chỉ là một thành niên bình thường thích nghịch ngợm nhưng giờ cậu đã trưởng thành và chấp nhận số mệnh lữ khách của mình. Câu truyện lấy bổi cảnh ở lãnh địa Zadaa, là một trong mười lãnh địa của Halla. Có hai bộ tộc hùng mạnh nhất đang trên bờ vựng chiến tranh vì sự thiếu nước trầm trọng. Hai bộ tộc mạnh nhất lãnh địa là: Bộ tộc Batu, vì ở trên mặt đất nên họ có bộ da đen và bộ tộc Rokador, vì ở dưới lòng đất nên họ có nước da trắng. Trước đó họ đã hợp tác sinh sống với nhau một cách hòa bình nhưng tại sao họ lại trở mặt với nhau trong khi cả hai đang được lợi? Còn nhiều uẩn khuất vẫn còn mập mờ chờ Pendragon và các lữ khách khám phá.

### Zadaa
Câu truyện khởi đầu khi Bobby Pendragon gặp Loor ở Zadaa. Hiện giờ cậu đang nắm trọng trách quan trọng nhất và cậu được gọi là thủ lĩnh lữ khách. Sau khi cái chết của Kasha, Pendragon càng phải cẩn thận hơn với những trò quỷ quái của tên Saint. Loor giới thiệu Saangi là phụ tá của lữ khách và cũng là em gái của cô. Hiện giờ trong bộ tộc người Batu chia làm hai phe một phe trung thành với hoàng gia, là phe muốn hòa bình với người Rokador, và một phe là muốn chiến tranh. Sau khi biết tình hình trên Zadaa, Pendragon và Loor đến gặp Bokka và Teek, là người bộ tộc Rokador và là bạn của Loor cũng đang tìm hiểu nguyên nhân tại sao lại hạn hán. Sau đó vì bất cẩn Pendragon bị tên Saint Dane bắt hiện đang giả dạng là một người Batu cao lớn. Lúc đầu hắn chỉ muốn làm nhục và đánh mất tinh thần của Pendragon nhưng sau khi Pendragon đã nói đã làm hắn tức điên lên và muốn giết Pendragon. Đây là lần đầu tiên kể từ Denduron, tên Saint mới thật sự muốn giết Pendragon. Loor lúc này đang bị một số bạn Batu kìm chân nên cũng chả cứu được. Khi Bobby bị đánh gần chết thì một người xuất hiện là Pelle của hoàng gia Zinj, là hoàng tử. Hoàng tử đã sai người chăm sóc cho Pendragon cho tới khi anh hồi phục và mời anh đến lễ hội lớn của người Batu. Sau khi hồi phục, Pendragon quyết định muốn học để làm một chiến binh để có gì mà tự bảo vệ mình. Alder lữ khách của Denduron cũng tham gia để huấn luyện Pendragon. Sau một tháng gian khổ luyện tập Pendragon đã nhanh nhẹ và sắc bét hơn trước rất nhiều và đã sẵn sàng để tiêu diệt kẻ thù nếu cần thiết. Sau khi cuộc huấn luyện kết thúc, họ ăn mừng. Trong khi ăn mừng họ bị tấn công bởi một nhóm người Rokador. Cuối cùng Alder bị trúng tên và bị thương nặng. Bokka bạn của Loor bị giết chết và đưa cho Pendragon và Loor bản đồ của Kidik, thành phố có thể nói là thủ đô của người Rokador, để có thể tìm ra nguyên nhân sự thật. Trước khi chết anh nói đó là một cơ ác mộng và một người tên Saint Dane cũng ở đó.
Loor và Bobby đến đại lễ Azhra để chủ yếu gặp mặt hoàng tử Zinj, trong một tương lai gần sẽ lên ngôi vua, để có thể lấy lòng ông phòng khi có chuyện nhờ dùm. Ai ngờ hoàng tử bị ám sát bởi một tên Rokador do tên Saint dụ dỗ. Cái chết của hoàng tử đã cho người Batu một lý do thích đáng để chiến tranh kể cả những người trước đó muốn hòa bình cũng hừng hực lòng căm thù. Chẳng bao lâu sau cái chết của hoàng tử Zinj, một trận mưa rất lớn đổ xuống nhưng những dòng sông vẫn cạn. Điều này chứng tỏ bộ tộc Rokador đã khóa không cho nước thoát ra. Bộ tộc Rokador là bộ tộc văn minh ở dưới lòng đất. Họ có những cái máy điều khiển nước khủng lồ, nhiệm vụ của họ là cung cấp nước cho bộ tộc Batu, ngược lại bộ tộc Batu cung cấp thức ăn. Họ dùng dyro, là một loại máy khoan đất đặc biệt, để khoan qua bức tường khổng lồ để đến Kidik. Pendragon và Loor sau khi đến Kidik, họ thấy ở đây không một bóng người. Họ khám phá ra một đại dương phủ đầy nước ở trong lòng đất. Họ tìm thấy chiếc thuyền và đến một hòn đảo, nơi trú cư của người Rokador. Đến đây họ khám phá ra tên Saint đã đầu độc tư tưởng người Rokador là một cách sống suy nhất là phải tiêu diệt người Batu trước. Trước đó người Rokador bị một đại dịch giết gần hết cả bộ tộc, chỉ còn vài trăm người sống sót. Vì thế mối lo sợ bộ tộc Batu thường cơ hội tấn công tiêu diệt cộng thêm sự dụ dỗ của tên Saint. Họ đã quyết định tiêu diệt bộ tộc Batu bằng cách dụ họ xuống lòng đất và cho nước ngập nhấn chìm hết mọi thứ. Họ sẽ được an toàn trong đảo. Lúc này Pendragon gần như tuyệt vọng và quyết định bỏ cuộc trên lãnh địa này, vì nếu pendragon chết vì tên Saint sẽ thắng cả Halla chứ đừng nói gì riêng lãnh địa này.
Nhiều người Rokador thật ra cũng muốn hòa bình nhưng họ chỉ biết nghe lệnh của cấp chỉ huy. Saangi và Alder từ đâu xuất hiện và nhập cuộc cùng Bobby và Loor. Họ quyết định phá hủy máy điều khiển nước nhưng vẫn vô vọng. Cuối cùng nước tràn ngập toàn lòng đất và đã tách lòng đất toàn thành một dòng sông khổng lồ chưa từng có. Pendragon và mọi người may mắn thoát chết. Một số thủ lĩnh người Rokador bị kết án vì hành động của họ trong khi một số là anh hùng vì đã cứu giúp người Batu khỏi lòng đất khi sắp bị nước ngập. Thế là thành phố Xhaxhu tươi đẹp và sự bình yên lại trở về như xưa. Lần nữa Pendragon đã thắng tên Saint.
Sau nhiều thăng trầm Pendragon dần có tình cảm với Loor, cậu đã bộc lộ tư tình của mình nhưng cô từ chối vì sợ chuyện tình cảm sẽ ảnh hưởng tới công việc cứu Halla của họ. Trước khi định trở về lãnh địa Trái Đất thứ hai, bỗng nhiên tên Saint từ đâu bước ra từ ống dẫn giết chết Loor. Lòng căm hận của Pendragon đã lên tới tận cùng, cậu muốn trả thù cho tất cả lữ khách mà tên Saint đã giết, những người mà cậu yêu mến nhất. Cậu đã giết chết hắn nhưng hắn bốc hơi rồi biến lại như cũ và chạy tới lãnh địa Quillan. Pendragon đau buốn ngồi cạnh Loor mà khóc bỗng dưng Loor tỉnh dậy và hồi phục hoàn toàn. Điều đó làm cậu bất ngờ và cậu cũng chưa thật sự tin rằng mình có khả năng hồi sinh. Thế là nhật ký của Pendragon kết thúc khi cậu đã đang ở trên Quillan.

### Trái Đất thứ hai
Mark và Courtney sau khi cứu được Eelong đã rất mừng và tưởng rằng mình là anh hùng nhưng ai ngờ chính tụi nó đã bị dính bẫy của Saint và đã phá luật. Courtney bị sốc mạnh và bỏ học, suốt ngày ngồi trong nhà không liên lạc với ai kể cả Mark.
Thế là cô quyết định đi học hè ở một nơi xa lạ. Mark bỗng phát hiện ra tên Andy Mitchell, là tên chuyên gia bắt nạt những đứa khác bao gồm Mark, lại là một thiên tài về toán học. Lạ hơn nữa là nó giải thích nó là người tốt nhưng vì lập dị nên bị dồn vào đường cùng và cuối cùng dẫn tới đi bắt nạt người khác. Từ đó Mark và Mitchell thành bạn.
Trên đường đến trường học hè, một chiếc xe hơi màu đen xém tí nữa đụng Courtney làm cô để ý tới nó. Trong trường học hè, cô thường xuyên thấy bóng dáng chiếc xe đen đó lẫn quẩn ở trường. Courtney quen được một chàng trai tên Whitney Wilcox. Một ngày nọ, hắn rủ cô đi ăn ở một tiệm trong khu phố. Đang trên đường đi, cô đi bằng xe đạp và bị tông bởi chiếc xe đen và vang xuống đồi. Chiếc xe dần lại và bước ra là tên Whitney (thật ra là tên Saint giả dạng) cười sảng khoái và biến thành quạ bay đi mất. Trước khi bất tỉnh Courtney đã kịp nhắn tin cho Mark. Vi thế nó và Mitchell đã cùng nhau lên đường tìm Courtney. Sau khi tìm được cô, cô đã bất tỉnh và bị thương rất nặng. Cô phải chuẩn bị mổ và có khả năng tử vong. Trước khi ca mổ được tiếp hành một chàng thành niên xuất hiện rồi dùng sức mạnh huyền bí giúp Courtney bình phục hẳn. Hắn nói "ta cho và lấy lại". Khi các bác sĩ vô và hỏi cậu là ai. Hắn trả lời cháu là bạn của cô ấy, tên cháu là Andy Mitchell. Thế là một điều bí ẩn nữa mà Mark và Courtney vẫn chưa biết.

## Xem Thêm
- Official Website